# Grötkoppen
Grötkoppen är en sjö i Falu kommun i Dalarna och ingår i Dalälvens huvudavrinningsområde. Sjön är 7,3 meter djup, har en yta på 0,0078 kvadratkilometer och är belägen 284 meter över havet.